# Động cơ warp

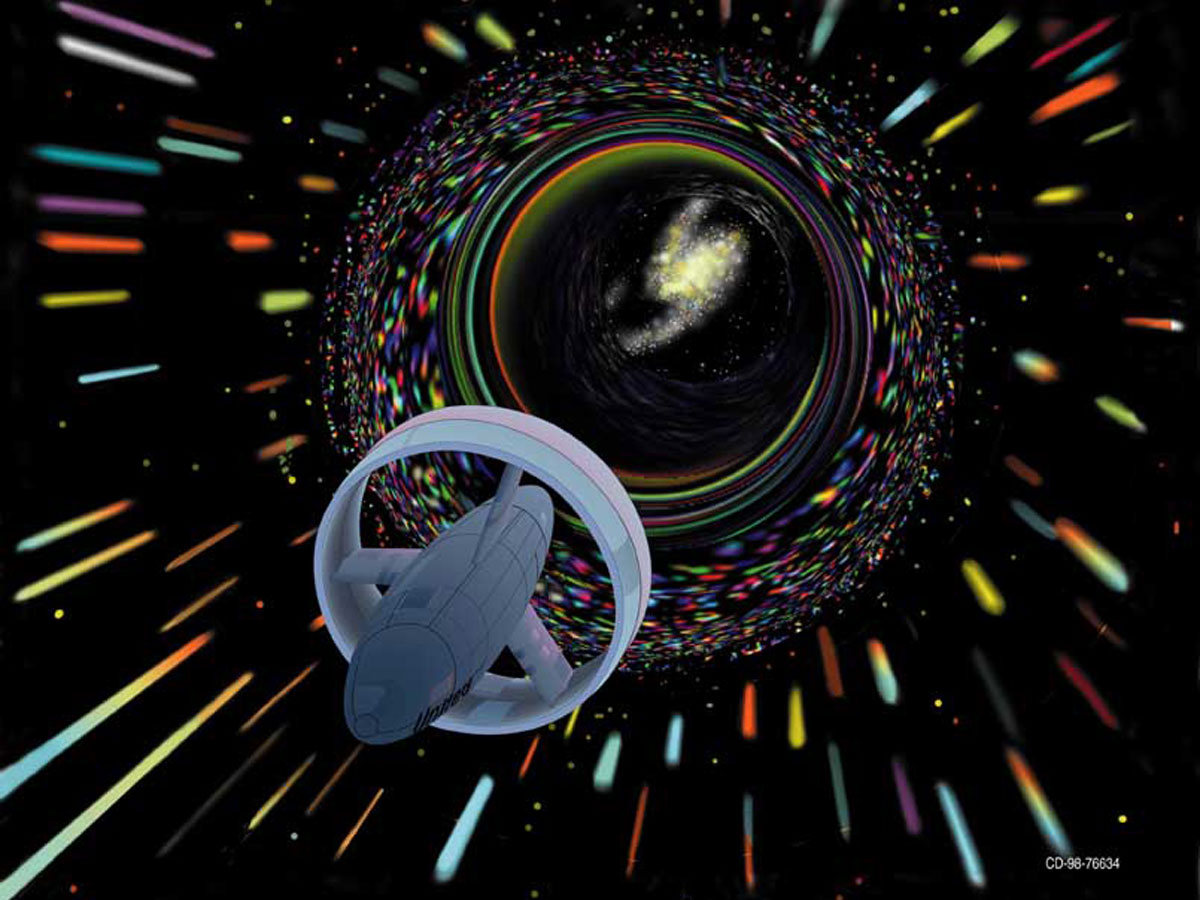
Du hành xuyên lỗ sâu được miêu ta bởi Les Bossinas cho NASA

Động cơ warp là một hệ thống động cơ tàu vũ trụ siêu lý thuyết trong nhiều tác phẩm khoa học viễn tưởng, đáng chú ý nhất là Star Trek  và phần lớn công việc của Isaac Asimov. Một tàu vũ trụ được trang bị warp drive  có thể di chuyển với tốc độ lớn hơn ánh sáng bằng nhiều mức độ lớn. Trái ngược với một số công nghệ giả tưởng nhanh hơn ánh sáng khác như “bước nhảy không gian” , Động cơ warp không cho phép di chuyển tức thời giữa hai điểm, mà liên quan đến thời gian có thể đo lường được phù hợp với khái niệm này. Trái ngược với siêu không gian, tàu vũ trụ với động cơ dirve sẽ tiếp tục tương tác với các vật thể trong "không gian bình thường". Khái niệm chung về "Warp drive " được John W. Campbell giới thiệu trong cuốn tiểu thuyết Quần đảo không gian năm 1931 của ông.